# كاباليرونية غلاثية
كاباليرونية غلاثية (الاسم العلمي: Burkholderia glathei) هي نوع من البكتيريا، سلبية الغرام، تتبع جنس البيركهولدرية.